# Каодай
Каода́й (вьет. Cao Đài — «высокая обитель» или «башня без крыши») — синкретическая монотеистическая религия, основанная Нго Ван Тьеу в 1926 году в городе Тэйнинь одноимённой провинции на юге Вьетнама. Короткое название религии — Đạo Cao Đài, полное название — Đại Đạo Tam Kỳ Phổ Độ — «Великий путь третьей эпохи спасения». Доктрина и культовая практика каодаизма содержат элементы распространённых во Вьетнаме буддизма, даосизма, конфуцианства, культа предков и католичества, а также откровений, полученных в ходе спиритических сеансов. Целью верующих считается избавление человека от цепи перерождений и соединение души с божеством Каодай. Практикуются медитации, общение с духами и другие мистические практики, от духовенства требуется целибат.
Организация Каодай играла значительную роль в региональной политике на юге Вьетнама в середине XX века, обладая, несмотря на декларируемый пацифизм учения, собственными вооружёнными силами и контролируя значительные территории. Во второй половине XX века каодаизм подвергался репрессиям по политическим причинам со стороны южновьетнамского диктатора Нго Динь Зьема, а затем — властей Социалистической Республики Вьетнам по подозрению в связях с французскими спецслужбами.
Сегодня религия действует свободно, каодайские храмы и церемонии являются одной из туристических достопримечательностей Вьетнама. Численность последователей — несколько миллионов человек, преимущественно во Вьетнаме и общинах вьетнамской диаспоры.

## Возникновение и развитие

### Версии происхождения
В исторической литературе имеются три теории происхождения Каодай:
Каноническая каодаистская версия о явлении духа и получении откровения основателями религии. В 1920 году во французской колонии Кохинхина на юге Вьетнама Высшее существо Каодай вступило в контакт с людьми и дало им своё откровение в ходе модных тогда спиритических сеансов. В 1920 году спиритическое общение с Каодай начал Нго Ван Тьеу (англ. Ngô Văn Chiêu), префект острова Фукуок. Ещё с юных лет Нго Ван Тьеу увлекался духовидством и религией. По канонической версии, Нго Ван Тьеу был превосходно образован в области религий разных стран. Сначала Каодай появился в виде Святого Глаза. Нго Ван Тьеу стал общаться с ним всё чаще, Каодай научил чиновника новой философии и ритуалам и повелел ему стать основателем новой религии.
В 1925 году ещё трое кохинхинских чиновников независимо от Нго Ван Тьеу начали общаться с духом, который представился как ААА. В ходе спиритического сеанса на Рождество 1925 года ААА сообщил, что он является Богом, и имя его — Каодай. Практически одновременно с Нго, ещё один высший чиновник колониальной администрации, ушедший на пенсию, Ле Ван Чунг увлёкся общением с духами и принимал участие в спиритических сеансах. Он получил откровение от духа средневекового китайского учёного Ли Тай-Бо, который также поручил ему создать новую религию. Ле Ванг Чунг решил посвятить себя медитации и ушёл в горы. Он стал жить по религиозным предписаниям, не употреблял мясо и алкоголь. Вскоре Ле Ван Чунг присоединился к небольшой группе первых адептов нового верования и познакомился с его основателем Нго Ван Тьеу. В 1926 году он вместе с единомышленниками основал веру Каодай. Автором, который ввёл данную религиозную версию в научный оборот и поспособствовал её широкой популярности в европейской историографии, был Габриэль Гоброн — сам последователь каодаизма.
Теория генетической связи и исторической преемственности Каодай с предшествующей традицией вьетнамского сектантства (неортодоксального буддизма) представляет Каодай как «обновлённый буддизм», возникший в ходе естественной эволюции. В то же время признаётся западное влияние, например, в иерархии и организационной структуре, напоминающих католические.
Теория искусственного создания французской колониальной администрацией и спецслужбой синкретической религии, более лояльной колонизаторам, чем буддизм, но в то же время более соответствующей местным традициям и популярной у населения, чем католичество, миссионерам которого не удалось обратить большинство жителей. В начале XX века стало ясно, что католические миссионеры, сумевшие достичь локальных успехов в Индокитае и сформировать заметное католическое меньшинство, не в состоянии распространить новую веру на большинство населения. Основной проблемой, препятствовавшей обращению широких народных масс Французского Индокитая в католичество, был культ предков. Глубоко укоренённый в местной национальной культуре, он не отрицался ни одной из местных традиционных религий (буддизмом, даосизмом, конфуцианством), но оказался категорически неприемлем христианством. По этой версии, Каодай был частью более крупного колониального проекта, в который входили также католическое меньшинство, необуддийская секта хоахао и криминальная группировка речных пиратов Бинь Сюйен, также игравшие роль в региональной политике и контролировавшие обширные территории на юге страны. В материалах судебного процесса по делу Каодай, состоявшемся в СРВ в 1978 году, настоящими создателями религии названы губернатор Кохинхины Ле Фоль, офицеры разведки Боннэ и Латапи, а ряд видных лидеров каодай объявлены номерными агентами французской спецслужбы.

### В колониальный период
17 октября 1926 года основатели движения направили обращение генерал-губернатору Французского Индокитая, сообщив о создании новой религии Каодай. Численность последователей новой веры быстро росла. Первыми посвящёнными были 247 человек, скоро их количество увеличилось до 26 000, в южновьетнамском городе Тэйнинь был построен главный храм. В этот период здание первого святилища Каодай венчали католические кресты, впоследствии убранные.
Нго Ван Тьеу (также известный как Нго Минь Чьеу) считается первым патриархом Каодай, однако вскоре он отказался от сана и создал собственное течение — «тьеуминь» (вьет. Chiếu Minh). В 1928 году новым патриархом стал Ле Ван Чунг (1875—1934), 28 сентября того же года он публично провозгласил Каодай как новую религию. Отношения с колониальной администрацией на раннем этапе были прохладными. Каодаисты действовали под антифранцузскими лозунгами, а документы канцелярии генерального губернатора характеризовали их как «пародию на существующие религии», не имеющую серьёзных перспектив. В 1934 году колониальная администрация отметила наметившийся упадок движения. В то же время Каодай получает возможность легальной работы и официальное признание.
В 1930-е годы в движении происходят заметные малоизученные изменения. Из троих высших иерархов двое умирают при неясных обстоятельствах. Судя по сделанным в разные годы фотографиям, к концу 30-х годов срезаются кресты со шпилей храма.
После смерти второго патриарха Ле Ван Чунга в 1934 году между оставшимися отцами-основателями Фам Конг Таком и Нгуен Нгок Тыонгом происходит первый раскол. Фам Конг Так (1890—1959) смог утвердиться патриархом в Тэйнине, а его конкурент основывает собственную общину в провинции Бенче. В это время община Фам Конг Така через вьетнамскую диаспору устанавливает контакты с Японией, что настораживает французов. С началом войны на Дальнем Востоке, в 1941 году, французская администрация в первый раз закрывает храмы тэйниньской общины Каодай и ссылает патриарха.
В 1942—1945 годах во время краткосрочной японской оккупации Вьетнама создаётся собственная армия Каодай, которая сотрудничала с японцами (как и собственно французские силы, подчинявшиеся режиму Виши). В этот период её подготовкой и организацией занималось не только французское Второе бюро, но и японская военная полиция Кэмпэйтай, соперничавшая с европейцами за контроль над религиозно-политическими группировками.

### В Государстве Вьетнам
1945—1955 годы стали периодом наибольшего светского могущества Каодай, создавшей собственную «автономию» в Тэйнине. Символом примирения с колонизаторами стало возвращение Фам Конг Така из ссылки на Мадагаскаре.
Численность армии Каодай, созданной в 1943 году японцами, при французах была доведена до 50 000, также представители движения получили генеральские звания и места в сайгонском правительстве. В этот период опора на конкурирующие между собой, но лояльные французской администрации военные группировки Каодай, хоахао, Бинь Сюйен и военные отряды католического меньшинства позволила французам стабилизировать послевоенный колониальный режим и свести к минимуму влияние национально-освободительного движения на юге. Впрочем, несмотря на заметное политическое влияние в регионе, религиозно-политические группировки были не столько самостоятельными силами, сколько орудиями колонизаторов. Новые секты были интегрированы в систему колониальной власти, пользовались её поддержкой и льготами. Подконтрольные сектам «автономии» располагались вокруг Сайгона, прикрывая его от нападения со всех стратегических направлений и блокируя партизанские силы Вьетминя в лесах и болотах. Таким образом, их «вспомогательные войска» выполняли роль первого эшелона, освобождая французский экспедиционный корпус от тяжёлых боёв в джунглях.

### В Республике Вьетнам
В 1955 году США окончательно вытеснили французов из Южного Вьетнама. Профранцузский глава государства Бао Дай был смещён проамериканским премьер-министром Нго Динь Зьемом — впоследствии президентом Республики Южный Вьетнам. Каодай утратил ту поддержку и автономию, которой пользовался в рамках колониальной системы. Лидер каодаистов Фам Конг Так создал оппозиционный «Объединённый фронт националистических сил», куда вошли также представители секты хоахао. Франция вела поставки оружия движению в попытке вернуть влияние в регионе. Но новому режиму удалось расколоть Фронт путём подкупа отдельных лидеров и полевых командиров. В том же году каодаистская армия была разгромлена правительственными войсками, движение утратило светскую власть и контроль над территориями. Фам Конг Так снова вынужден был отправиться в изгнание. К 1956 году были убиты все полевые командиры сект, независимо от того, чью сторону они заняли в противостоянии 1955 года. Так, генерал Чинь Минь Тхе (1922—1955), отколовшийся со своей группировкой от Каодай ещё в 1951 году и сыгравший значительную роль в триумфе проамериканских сил, уже через несколько месяцев был застрелен снайпером у своей машины в Сайгоне. Убеждённый католик Зьем конфликтовал с местными религиями, в том числе буддизмом, что вызвало Буддистский кризис и в конце концов привело к его свержению и убийству. В его правление Каодай оказался в оппозиции и подвергался преследованиям, хотя формально запрещён не был.

### В Социалистической Республике Вьетнам
В 1978 году власти Социалистической Республики Вьетнам провели судебный процесс над Каодай, в результате которого несколько высших руководителей были приговорены к смертной казни по обвинению в контрреволюционной деятельности и сотрудничестве с французскими спецслужбами. Обширная земельная собственность была национализирована. Сама религия была поставлена в жёсткие ограничивающие рамки, в частности, запрещены спиритические сеансы.
В 80-е годы Каодай получал всё большую свободу. В 1985 году были заново открыты около 400 храмов. Сначала была разрешена деятельность более мелких течений Каодай, ранее отколовшихся от тэйниньского центра, а в 1997 году официальное признание получила и тэйниньская община. В декабре 2006 году был возвращён во Вьетнам и перезахоронен прах Фам Конг Така, умершего в изгнании в Камбодже в 1959 году.

### Каодай в XXI веке
Сейчас численность последователей Каодай в мире составляет, по разным подсчётам, от трёх до двенадцати миллионов верующих. Помимо Вьетнама, Каодай распространён в Камбодже, среди вьетнамской диаспоры в США, представлен в Канаде, Франции, Англии, Германии, Австралии, Японии.
Духовенство Каодай ведёт активную пропаганду в интернете, на телевидении, публикует материалы не только на вьетнамском, но и на французском, английском, немецком, японском языках, участвует в межконфессиональных мероприятиях и научных конференциях по вопросам религии и религиозных конфликтов. Каодай открыто заявляет об амбициозных планах расшириться за пределы национальной и региональной религии, выйти на новый уровень и стать мировой религией.
Немалые доходы приносит поддержка вьетнамской эмиграции, которая даёт возможность финансировать новую миссионерскую деятельность.

#### Расколы
С первых же лет основания новую религию преследовали расколы. Сегодня существует шесть официально признанных «церквей» и ряд незарегистрированных. «Святой престол» в Тэйнине остается самым крупным из них. Сохранилась независимая община в Бенче, отколовшаяся ещё в тридцатые годы. Также многие эмигрантские общины в США не признают организации Каодай в собственно Вьетнаме, считая, что они контролируются коммунистическим государством.

## Структура и иерархия
Схема каодаистской иерархии (женщины в ней не могут занимать должности выше кардинала):
- миряне — «тиндо» (вьет. tín đồ);
- храмовые служители — «тюквьек» (вьет. chức việc);
- диаконы — «лешань» (вьет. lễ sanh) — неограниченное число;
- священники — «зяохыу» (вьет. giáo hữu), 3000 человек (в реальности все вакансии этой иерархии никогда не заполнялись)[4];
- 72 епископа — «зяошы» (вьет. giáo sư);
- 36 архиепископов — «фойшы» (вьет. phối sư);
- три кардинала — «даушы» (вьет. đầu sư);
- три старших кардинала, или кардинала-цензора — «тьыонгфап» (вьет. chưởng pháp);
- патриарх, или «зяотонг» (вьет. giáo tông);
- хофап (вьет. hộ pháp) — «страж учения», обычно переводится на европейские языки как «папа». Титул, который носил один из основателей и многолетний лидер организации Фам Конг Так, сейчас является вакантным.

Особую категорию священнослужителей составляют медиумы в количестве двенадцати человек. Они обязаны следовать некоторым ограничениям монашеской жизни, хотя не приносят монашеских обетов.
В то же время использовались местные названия на вьетнамском языке, соответствующие местной и китайской исторической традиции, например, буддийское звание «хофап». Профессор СПбГУ В. Н. Колотов считает, что в 1940—1950-е годы данная иерархия носила декоративный характер, а реальная власть в организации принадлежала полевым командирам, имевшим звания офицеров вспомогательных сил французских колониальных войск и фактически не подчинявшихся каодаистским иерархам. Структуру организации, обеспечивающую военно-политический контроль над территориями и населением, составляли приходы, выполнявшие также функцию пропаганды, организации сбора налогов, суды, включая «Трибунал трёх религий», и собственные вооружённые силы.
Кроме этой церковной организации, в Каодай существует эзотерическое течение «недеяния» (vô vi, вови), которое провозглашает отказ от мирской активности и уделяет основное внимание мистическим практикам. Как верующие-миряне, так и священнослужители могут относиться к одному из двух уровней в зависимости от своей религиозной активности: адепты «высшего уровня» придерживаются постоянного поста и аскетики, их отличительной особенностью является ношение бороды и длинных волос.
Считается, что профессионального духовенства в организации нет, все последователи имеют мирскую профессию, что считается очень важным. Священники принимают целибат. Те, кто был женат к моменту посвящения в сан, могут оставаться в браке, но обязаны жить с женой «как с другом».

## Вероучение
Основными постулатами каодаистского учения являются:
- религиозный синкретизм и веротерпимость: считается, что все мировые религии были основаны пророками единого Бога. Соответственно, основные заповеди и постулаты Каодай копируют нормы христианства, конфуцианства, буддизма, даосизма;
- спиритизм: души умерших людей после телесной смерти не умирают, и с ними можно общаться про помощи посредников-медиумов и спиритических сеансов;
- культ предков;
- гуманизм и пацифизм: провозглашаемое стремление установить мир и прекратить войны во всем мире;
- гендерное и национальное равенство: женщины допускаются к занятию церковных должностей, в том числе самых высших;
- важность аскетики: воздержание от половых связей и брака (для духовенства), употребления мяса, спиртных напитков;
- вегетарианство: обязательное для духовенства и верующих «высшего уровня», рекомендовано для всех остальных, особенно во время постов в новолуние и полнолуние;
- претензии на всемирную роль, планы стать мировой, а затем и единственной мировой религией[29].

Символ Каодай — глаз в треугольнике, окружённый сиянием лучей («всевидящее око»). Это левый глаз Бога — считается, что именно он может глядеть в души. Красный, синий и жёлтый цвета используются на трёхцветном флаге Каодай и в богослужебных одеяниях в храмах. Они символизируют три религии: красный — католичество, жёлтый — буддизм, синий — даосизм. Белый цвет одеяний символизирует собственно Каодай.

### Священные тексты
Священными книгами Каодай являются:
- «Тхай нгон» — сборник откровений, полученных основателями религии в 1920—1930 годы;
- «Тан люат» (вьет. Tân Luật), или Новозаконие — сборник комментариев и толкований к откровениям.

#### Этическое учение
Заповеди Каодай, «Пять запретов», гласят:
- не убивай;
- не воруй, так как это ведёт на порочный путь стремления к богатству и власти;
- не употребляй мяса, постись и воздерживайся от употребления алкоголя, губящего тело и дух;
- не поддавайся порокам, живи скромно;
- не лги.

От верующих также требуются сохранение нравственности в конфуцианском её понимании, почтение к «духам великих людей», отказ от насилия, соблюдение постов (отказ от животной пищи), чтение молитв и участие в храмовых ритуалах.

#### Религиозный синкретизм
24 апреля 1926 года в ходе спиритического сеанса Нго Ван Тьеу записал следующее откровение
В давние времена люди не общались друг с другом и не знали своих соседей. Поэтому Я для каждой расы основал разные религии, соответственно их обычаям. Пять ответвлений Великого Пути — гуманизм, спиритуализм, христианство, даосизм и буддизм создал Я. В нынешнее время люди стали общаться друг с другом и узнали о обычаях своих соседей. Но они от этого не стали жить в гармонии из-за многообразия своих религий. Поэтому Я теперь явился к ним, чтобы объединить все религии в Одно и вернуть их к изначальному единству…
В 1926 году медиумы получили новое откровение от Каодай:
Будда Дипанкара — это Я,
Будда Шакьямуни — это Я,
Жёлтый Император (Хуан-ди) — это Я,

то есть Каодай.

### Учение о «третьем спасении»
Каодаизм разделяет человеческую историю на три эпохи, в каждую из которых Бог присылал своих пророков для спасения человечества.
Древность — «эпоха творения», когда действовали Моисей, Хуан-ди, Фуси, будда Дипанкара.
«Эпоха прогресса и разрушения» — время будды Шакьямуни, Иисуса Христа, Конфуция, Лао-Цзы, проповедников спиритуализма и других.
Третья эпоха Аннигиляции и Сохранения (или: «Разрушения и нового творения») длится сейчас.
С точки зрения каодаизма, миссии предыдущих спасений не достигли успеха, так как учения пророков были искажены их последователями. Поэтому в новую эпоху божество обратилось к людям не через посредников, а непосредственно, путём спиритических сеансов.

### Мистическое учение: спиритизм и медитации
Согласно каодаистскому учению, человеческие души, умирая, не прекращают существования, поэтому представители данной религии утверждают, что очень активно общаются с духами с помощью медиумов. Наиболее распространённые способы спиритических сеансов:
- использование «говорящей доски», расположенные на которой буквы складываются в слова при помощи планшетки-указателя;
- «столоверчение», при котором «сообщения» передаются стуками и движениями столика;
- автоматическое письмо.

При этом рядовым верующим запрещается проводить спиритические сеансы самостоятельно — на это имеют право только специальные священнослужители-медиумы, иначе полученные откровения «не имеют юридической силы».
Согласно Каодай, все живые существа, включая людей, пребывают в одинаковых условиях, вместе терпя страдания от бедствий и неудобств. Это выражено в тексте молитвы:
Ta cung muôn vật dong sinh;
Ta va muôn vật su tinh chang hai.
Я и мириады существ вместе родились,

Я и мириады существ вместе страдаем.
Единение всех религий и живых существ сформулировано в молитве:
Nhut Bon Tan Vạn Thu;
Vạn Thu Qui Nhut Bon.
Один развивается во Множество,

Множество сходится к Единому
Согласно учению Каодай, в каждом человеке есть частица Великого Духа, который принадлежит Богу. Цель последователя Каодай — прекращение цепи перерождений (сансары) и слияние с Единым Богом — Каодай. Для достижения этой цели используются внешние и внутренние практики. Внешними практиками считается исполнение заповедей, храмовых и ежедневных домашних ритуалов. Основные принципы внешних практик — «не причиняй другим, чего не желаешь себе» и отказ от убийства живых существ, включая вегетарианство. Таким образом, верующие должны взращивать в себе любовь ко всем живым существам. При возжигании благовоний, перед едой, перед сном и в других бытовых ситуациях верующие читают молитвы, основанные на текстах откровений и изложенные в форме изящных стихотворений. К внутренним практикам относятся медитации, цель которых — соединение с Высшим существом и избавление от человеческих желаний. Каодаисты верят, что медитация ведёт к истинному развитию личности («Высшего Я»). Каодаистская медитация носит название Тхиен Дин, то есть «концентрация сознания и удержание ума от блужданий». Применяются и другие эзотерические методики воздействия на «внутренние энергии».
Luyện Tinh hóa Khí,
Luyện Khí hóa Thần,
Luyện Thần hườn Hư,
Luyện Hư huờn Vô
Развивая Сущность (семя), трансформируешь её в Энергию (Прану, пневму),
Развивая Энергию, трансформируешь её в Дух,
Развивая Дух, трансформируешь его в Истинную реальность,

Развивая Истинную реальность, трансформируешь её в Пустоту
Пустота считается природой Высшего Существа. В медитациях используются дыхательные упражнения и работа с потоками внутренней энергии, которая направляется по спинному каналу, концентрируясь в сердце, в пупке, внизу позвоночника, на макушке.

### Синкретический пантеон
Считается, что Каодай избрал именно Вьетнам, так как во Вьетнаме в ходе его истории проповедовали представители всех мировых религий, поэтому его жители способны лучше других воспринять учение Каодай. Каодай обладает целым рядом духовных наставников из самых разнообразных культур и эпох: Жанна д’Арк, Уильям Шекспир, Владимир Ленин, Луи Пастер, Уинстон Черчилль и даже астроном Камиль Фламмарион. В Каодай канонизирован ряд учёных и просветителей, представляющих разные народы. Особо почитаемые святые — Сунь Ятсен и мудрец и поэт Нгуен Бинь Кхьем. Также считается святым Лев Толстой.
Ещё одним духовным лидером каодаизма принято считать Виктора Гюго, так как его произведения стали для Индокитая символом свободы и надежды. Сам писатель также увлекался спиритическими сеансами — неоднократно пытался установить контакт с своей дочерью Леопольдиной, умершей в возрасте девятнадцати лет. Каодаисты верят, что Гюго предсказал появление новой религии на востоке, которая объединит запад и восток, — то есть Каодай.
Согласно учению, каждый праведник, независимо от вероисповедания и национальной принадлежности, может стать пророком единого Бога. Святые каодаистского пантеона делятся на пять рангов:
1. Будда;
2. Конфуций, Богиня-мать, китайский «святой поэт» Ли Бо;
3. Иисус Христос, Мухаммед, Моисей, Сунь Ятсен, Владимир Ленин, Уильям Шекспир, Жанна д’Арк (считается, что она тоже принимала откровения от духа Каодай), Виктор Гюго, Нгуен Бинь Кхьем;
4. духи почитаемых предков и героев;
5. все люди также считаются святыми в каодаизме.

Пантеон продолжает пополняться: так, в 1990 году высказывались намерения канонизировать действующего президента СССР Михаила Горбачёва.

## Храмовые богослужения
Посещать храм верующим рекомендуется дважды в месяц — в полнолуние и новолуние. Впрочем, общины диаспоры в западных странах живут по солнечному календарю, а не лунному, и посещают храмы по воскресеньям.
Большая часть храмов является более или менее точными копиями первой «священной резиденции» в Тэйнинь. В убранстве и архитектуре также отражается присущий каодаизму синкретизм, смешение местного и западноевропейского стилей. Французский офицер А. Савани описывал тэйниньский храм как «католическую церковь, одетую в пагоду». Службы проходят четырежды в сутки.
Вот как описывает богослужение в главном соборе один из побывавших на нём туристов:

Алтарь представляет собой огромный шар — звёздный глобус, усеянный созвездиями с глазом посередине.
Перед алтарём — кресла для лидеров отдельных религий, массивные как кресла для собраний высших епископов в католических храмах.
Участники ритуала — местные жители — отдельно мужчины и отдельно женщины — одеты в разноцветные халаты, символизирующие разные религии.
Перед ритуалом прихожане усаживаются за входом в храм на корточки и ведут между собой неторопливые беседы, нередко дымя сигарами. Из-за жаркого климата храм всегда открыт с боковых окон и продуваем ветрами.
К началу ритуала всех иностранных гостей вежливо препроваживают на верхнюю галерею. Начинается тихая музыка, и люди в голубых, красных, жёлтых и белых халатах медленно входят в храм и занимают места. Спереди идут кардиналы, похожие на католических священников в сужающихся как ведро шляпах. Потом все занимают свои места — по рядам и по группам, в соответствии с разными религиями внутри Каодай.

Все выполняют ритуальные поклоны и начинается общая медитация под тихую плавную музыку. Наверху десяток молодых музыкантов играют на вьетнамских инструментах.— 
По наблюдениям европейских туристов, в ритуалах в тэйниньском храме принимают участие только вьетнамцы — несмотря на попытки развиться в наднациональную мировую религию, в Каодай почти не наблюдается западных прозелитов, обращённых в Каодай.

## Отражение в культуре
Секта Каодай и её военно-политическая роль описываются в одной из глав романа Грэма Грина «Тихий американец» и в шпионском романе «Игра втёмную» вьетнамского писателя Тхьена Ли. Действие обоих произведений происходит во Вьетнаме в 1954 году.

### Книги
на русском языке
- Благов С. А. Каодаизм во Вьетнаме / автореферат диссертации канд. исторических наук. — М.: Институт этнологии и антропологии имени Н. Н. Миклухо-Маклая АН СССР, 1991a.
- Благов С. А. Синкретические вероучения и «крестьянская политика»: введение в изучение каодаизма и буддизма хоа-хао // Локальные и синкретические культы / Отв. ред. С. А. Арутюнов; АН СССР, Ин-т этнологии и антропологии им. Н. Н. Миклухо-Маклая. — М.: Наука, 1991b. — С. 163—188. — 318 с. — (Религии в XX веке). — 3000 экз. — ISBN 5-02-017122-0.
- Благов С. А. Као-дай // Философия буддизма: энциклопедия / отв. ред. М. Т. Степанянц; Ин-т философии РАН. — М.: Издательская фирма «Восточная литература» РАН, 2011. — С. 358—360. — 1045 с. — 1000 экз. — ISBN 978-5-02-036492-9.
- Колотов В. Н. Сайгонские режимы: религия и политика в Южном Вьетнаме, 1945-1963 гг. — СПб.: Издательство СПбГУ, 2001.
- Колотов В. Н. Приговор по делу о контрреволюционной деятельности некоторых реакционных элементов в руководящих кругах секты Као Дай (Тэйнинь) как новый источник по мирской истории каодаизма // Историография и источниковедение стран Азии и Африки. — СПб., 2004a. — С. 77—93.
- Колотов В. Н. Этнорелигиозные сообщества во Вьетнаме в контексте системы региональной безопасности: история и современность // Проблемы современной Азии: история, конфликты, геополитика. — М.: Издательство СПбГУ, 2009. — С. 94—180.
- Корнев В. И. Буддизм и его роль в общественной жизни Азии. — М.: Наука, 1983. — 248 с.

на других языках
- Blagov S. A. The Cao Dai : a new religious movement (англ.). — Moscow: Inst. of oriental studies, 1999. — 168 p.
- Blagov S. A. Caodaism : Vietnamese traditionalism and its leap into modernity (англ.). — New York: Nova Science, 2001. — 211 p. — ISBN 1590331508.
- Blagov S. A. Honest Mistakes: The Life and Death of Trình Minh Thế (1922-1955), South Vietnam's Alternative Leader (англ.). — New York: Nova Science, 2001b. — 246 p. — ISBN 9781560729730.
- Gobron G. Histoire et philosophie du caodaïsme (фр.). — Paris: Dervy, 1949. — 214 p.
- Goossaert V., Palmer D. A. The Religious Question in Modern China (англ.). — Chicago: Издательство Чикагского университета, 2011. — 464 p. — ISBN 022600533X.
- Jammes J. Les Oracles du Cao Dai: Étude d'un mouvement religieux vietnamien et de ses réseaux (фр.). — Paris: Les Indes Savantes, 2014. — ISBN 978-2-84654-351-4.
- Werner J. Peasant Politics and Religious Sectarianism: Peasant and Priest in the Cao Dai in Vietnam (англ.). — New Haven: Yale University Southeast Asian Studies, 1981. — 122 p. — ISBN 978-0-938692-07-2.

### Статьи
на русском языке
- Глазкова Е. А. Каодаизм в современном мире // Ойкумена. Регионоведческие исследования. — 2010. — № 1. Архивировано 23 апреля 2016 года.
- Колотов В. Н. Институты «новых религий» как инструмент управления конфликтом // Международные процессы. — 2004b. — № 3(6). — С. 96—105. Архивировано 21 декабря 2012 года.
- Коткина О. Синкретичные учения составляют конкуренцию Компартии Вьетнама // Независимая газета : газета. — 2015. — 2 сентября. Архивировано 24 апреля 2016 года.
- Сазонов В. Лев Толстой как зеркало вьетнамского спиритизма (о религии Каодай). Архивировано 12 февраля 2012 года.

на других языках
- Blagov S. A. A tale of two assassinations: Vietnam's JFK (англ.) // Asia Times. — 2003. Архивировано 7 апреля 2013 года.
- Jammes J. Divination and Politics in Southern Vietnam: Roots of Caodaism (англ.) // Social Compass[англ.]. — 2010. — No. 57(3). — P. 357—371. — doi:10.1177/0037768610375520.
- Nguyễn Tấn Hưng. The Sumary of Cao-Dai Meditation (вьет.). Архивировано 26 апреля 2016 года.